# Liste des affluences sportives
Cet article liste les affluences enregistrées à l'occasion des plus importantes compétitions sportives.

## Compétitions internationales d'équipes nationales
| Tournoi                                  | Sport        | Région                                                      | Année | Matchs | Total affluences | Affluence moyenne | Source |
| ---------------------------------------- | ------------ | ----------------------------------------------------------- | ----- | ------ | ---------------- | ----------------- | ------ |
| Tournoi des Six Nations                  | Rugby à XV   | Angleterre, Écosse, France, Irlande, Italie, Pays de Galles | 2017  | 15     |                  | 72 000            |        |
| Championnat d'Europe de football         | Football     | Europe                                                      | 2016  | 51     | 2 427 303        | 47 594            |        |
| Coupe du monde de football               | Football     | Monde                                                       | 2018  | 64     | 3 031 768        | 47 371            |        |
| Coupe du monde de rugby                  | Rugby à XV   | Monde                                                       | 2019  | 45     | 1 698 528        | 37 745            |        |
| The Rugby Championship                   | Rugby à XV   | Australie, N.-Zélande, Afrique du Sud et Argentine          | 2016  | 12     | 431 288          | 35 941            |        |
| Coupe du monde de football féminin       | Football     | Monde                                                       | 2015  | 32     | 1 353 506        | 26 029            |        |
| Coupe du monde de cricket                | Cricket      | Monde                                                       | 2015  | 49     | 1 016 420        | 20 743            |        |
| Classique mondiale de baseball           | Baseball     | Monde                                                       | 2013  | 39     | 781 438          | 20 037            |        |
| Tournoi des Quatre Nations               | Rugby à XIII | Australie, N.-Zélande et Grande-Bretagne                    | 2016  | 7      | 132 655          | 18 951            |        |
| Championnat d'Europe de football féminin | Football     | Europe                                                      | 2013  | 25     | 216 888          | 8 676             |        |

## Compétitions internationales de clubs
| Tournoi                      | Sport       | Continent                                               | Saison  | Matchs | Total affluences | Affluence moyenne | Source  |
| ---------------------------- | ----------- | ------------------------------------------------------- | ------- | ------ | ---------------- | ----------------- | ------- |
| Ligue des champions UEFA     | Football    | Europe                                                  | 2018-19 | 125    | 6 163 044        | 49 304            | UEFA CL |
| Ligue Europa                 | Football    | Europe                                                  | 2018-19 | 205    | 5 038 109        | 24 576            |         |
| Coupe du monde des clubs     | Football    | Monde                                                   | 2019    | 8      | 166 426          | 20 803            |         |
| Coupe Heineken               | Rugby à XV  | Europe                                                  | 2018-19 | 67     | 1 020 286        | 15 228            |         |
| Super Rugby                  | Rugby à XV  | Argentine, Afrique du Sud, Australie, Japon, N.-Zélande | 2016    | -      | -                | 14 844            | [ 1 ]   |
| Euroleague                   | Basket-ball | Europe                                                  | 2018-19 | 260    | 2 153 445        | 8 282             |         |
| Ligue des champions de l'EHF | handball    | Europe                                                  | 2018-19 |        | 738 682          | 3 693             |         |

## Championnats nationaux
Ce tableau liste les dernières valeurs connues.
| Championnat                            | Sport               | Pays                      | Saison  | Matchs | Affluence annuelle | Affluence moyenne | Source |
| -------------------------------------- | ------------------- | ------------------------- | ------- | ------ | ------------------ | ----------------- | ------ |
| NFL (professionnel)                    | Football américain  | États-Unis                | 2016-17 | 256    | 17 788 671         | 69 487            |        |
| NCAA Division I FBS (universitaire)    | Football américain  | États-Unis                | 2016    | 873    | 38 073 667         | 43 612            |        |
| Bundesliga 1                           | Football            | Allemagne                 | 2018-19 | 306    | 13 295 405         | 43 449            |        |
| FA Premier League                      | Football            | Angleterre                | 2018-19 | 380    | 14 503 954         | 38 168            |        |
| Australian Football League             | Football australien | Australie                 | 2019    | 207    | 7 517 677          | 36 317            |        |
| MLB                                    | Baseball            | États-Unis, Canada        | 2016    | 2 430  | 73 159 044         | 30 131            |        |
| NPB                                    | Baseball            | Japon                     | 2016    | 858    | 24 981 514         | 29 116            |        |
| Primera Liga                           | Football            | Espagne                   | 2018-19 | 380    | 10 188 198         | 26 811            |        |
| Indian Premier League (IPL)            | Cricket             | Inde                      | 2018    | 60     | 1 600 263          | 26 671            |        |
| Serie A                                | Football            | Italie                    | 2018-19 | 380    | 9 590 166          | 25 237            |        |
| LCF                                    | Football canadien   | Canada                    | 2016    | 81     | 2 000 052          | 24 692            |        |
| CSL                                    | Football            | Chine                     | 2018-19 | 240    | 5 576 354          | 23 985            |        |
| Liga MX                                | Football            | Mexique                   | 2018-19 | 334    | 7 987 974          | 23 916            |        |
| Ligue 1                                | Football            | France                    | 2018-19 | 380    | 8 663 784          | 22 799            |        |
| Major League Soccer                    | Football            | États-Unis, Canada        | 2018    | 391    | 8 552 503          | 21 873            | [ 2 ]  |
| Football League Championship           | Football            | Angleterre                | 2018-19 | 551    | 11 119 564         | 20 181            |        |
| Brasileiro Série A                     | Football            | Brésil                    | 2018    | 380    | 7 584 444          | 19 959            |        |
| Primera División                       | Football            | Argentine                 | 2018-19 | 320    | 6 358 509          | 19 870            | [ 3 ]  |
| Bundesliga 2                           | Football            | Allemagne                 | 2018-19 | 306    | 5 849 200          | 19 155            |        |
| J. League 1                            | Football            | Japon                     | 2018    | 306    | 5 838 050          | 19 079            |        |
| Eredivisie                             | Football            | Pays-Bas                  | 2018-19 | 306    | 5 496 857          | 17 964            |        |
| NBA                                    | Basket-ball         | États-Unis (et Canada)    | 2014-15 | 1 230  | 21 905 470         | 17 809            |        |
| LNH                                    | Hockey sur glace    | États-Unis, Canada        | 2015-16 | 1 230  | 21 501 156         | 17 481            |        |
| Première Ligue Russe                   | Football            | Russie                    | 2018-19 | 240    | 4 032 184          | 16 801            |        |
| National Rugby League                  | Rugby à XIII        | Australie (et N.-Zélande) | 2016    | 201    | 3 227 436          | 16 057            |        |
| Scottish Premier League                | Football            | Écosse                    | 2018-19 | 198    | 3 171 149          | 16 016            |        |
| Championnat d'Angleterre de rugby à XV | Rugby à XV          | Angleterre                | 2018-19 | 135    | 1 903 230          | 14 098            | [ 4 ]  |
| TOP 14                                 | Rugby à XV          | France                    | 2018-19 | 260    | 3 616 080          | 13 908            |        |
| Championnat de Turquie de football     | Football            | Turquie                   | 2018-19 | 306    | 2 480 275          | 13 856            | [ 5 ]  |
| Premiership                            | Rugby à XV          | Angleterre                | 2015-16 | 130    | 1 754 983          | 13 500            |        |
| Super Liga                             | Football            | Portugal                  | 2018-19 | 306    | 3 561 484          | 11 639            |        |
| Suisse                                 | Football            | Suisse                    | 2018-19 | 179    | 2 018 707          | 11 278            |        |
| Jupiler League                         | Football            | Belgique                  | 2018-19 | 240    | 2 580 516          | 10 752            |        |
| A-League                               | Football            | Australie                 | 2018-19 | 135    | 1 407 151          | 10 423            | [ 6 ]  |

## Championnats sportifs en France
| Championnat                | Sport            | Saison  | Matchs | Total affluences | Affluence moyenne | Source |
| -------------------------- | ---------------- | ------- | ------ | ---------------- | ----------------- | ------ |
| Ligue 1                    | Football         | 2023-24 | 306    | 8 269 406        | 27 113            | LFP    |
| Top 14                     | Rugby à XV       | 2023-24 | 182    | 2 775 951        | 15 252            | [ 8 ]  |
| Ligue 2                    | Football         | 2023-24 | 380    | 3 240 000        | 8 645             | [ 9 ]  |
| Pro D2                     | Rugby à XV       | 2023-24 | 240    | 1 354 310        | 5 643             | [ 10 ] |
| Élite                      | Basket-ball      | 2023-24 | 306    | 1 187 280        | 3 880             | [ 11 ] |
| National                   | Football         | 2023-24 | 306    | 958 035          | 3 172             | [ 12 ] |
| Starligue                  | Handball         | 2023-24 | 240    | 693 360          | 2 889             | [ 13 ] |
| Ligue Magnus               | Hockey sur glace | 2023-24 | 313    | 815 697          | 2 619             | [ 14 ] |
| Pro B                      | Basket-ball      | 2023-24 | 306    | 756 740          | 2 473             | [ 11 ] |
| Ligue féminine de basket   | Basket-ball      | 2022-23 | 132    | 252 384          | 1 912             | [ 15 ] |
| Ligue féminine de handball | Handball         | 2018-19 |        |                  | 1 542             | [ 16 ] |
| Proligue                   | Handball         | 2023-24 | 240    | 390 280          | 1 372             | [ 17 ] |
| Ligue AM                   | Volley-ball      | 2023-24 | 206    | 223 304          | 1 084             | [ 18 ] |

## Tournois de tennis du Grand Chelem
| Tournoi                  | Pays       | Année | Affluence |
| ------------------------ | ---------- | ----- | --------- |
| Open d'Australie         | Australie  | 2019  | 743 667   |
| Tournoi de Roland-Garros | France     | 2019  | 480 575   |
| Tournoi de Wimbledon     | Angleterre | 2019  | 473 169   |
| US Open                  | États-Unis | 2019  | 732 663   |

À noter que les tournois de l'Open d'Australie et de l'US Open ont des sessions nocturnes leur permettant de vendre deux fois les places des courts centraux tous les jours. À partir de l'édition 2020, le tournoi de Roland-Garros propose également des sessions nocturnes. 
Aussi, la tradition veut qu'aucun match ne se joue à Wimbledon le premier dimanche de la compétition. Cette coutume prend fin lors de l’édition 2022.

## Courses cyclistes
- Tour de France : aucun comptage précis des spectateurs. Les estimations vont de 10 millions (Guinness Book) à 15 millions (organisateurs de l'épreuve).